# نخوالیتسه
نخوالیتسه (به چکی: Nechvalice) یک منطقهٔ مسکونی در جمهوری چک است که در ناحیه پریبرام واقع شده‌است.